# Český Jílovec
Český Jílovec je přírodní rezervace poblíž obce Rožmberk nad Vltavou v okrese Český Krumlov. Předmětem ochrany je starý smíšený porost na skalnatých svazích.

## Přírodní poměry
Území přírodní rezervace se nachází na muskoviticko-biotitických pararulách spadající do moldanubika, které tvoří podloží. Jedná se tak o metamorfované horniny. Nachází se zde několik malých vložek kvarcitu a kvarcitické pararuly.